# Бирак (Шарант)
Бирак (фр. Birac) насеље је и општина у западној Француској у региону Поату-Шарант, у департману Шарант која припада префектури Коњак.
По подацима из 2011. године у општини је живело 347 становника, а густина насељености је износила 29,31 становника/km². Општина се простире на површини од 11,84 km². Налази се на средњој надморској висини од 76 метара (максималној 131 m, а минималној 49 m).

## Демографија
| 1962. | 1968. | 1975. | 1982. | 1990. | 1999. | 2011. |
| ----- | ----- | ----- | ----- | ----- | ----- | ----- |
| 236   | 246   | 237   | 221   | 234   | 214   | 347   |

График промене броја становника у току последњих година